# جون إم. بيري
جون إم. بيري هو قاضي وسياسي أمريكي، ولد في 18 سبتمبر 1827 في Pittsfield, New Hampshire ‏ في الولايات المتحدة، وتوفي في 8 نوفمبر 1887 في مينيابوليس في الولايات المتحدة. نشط حزبياً في الحزب الجمهوري لمينيسوتا ‏. وقد انتخب عضو مجلس ولاية مينيسوتا ‏.